# Michael Biehn
Michael Connell Biehn (rođen 31. srpnja, 1956.) američki je glumac najpoznatiji po svojim ulogama u filmovima Terminator, Aliens, Bezdan, Tombstone, Hrid i Grindhouse. Također, glumio je policajca Randalla Buttmana u nagrađivanoj TV seriji, Hill Street Blues.

## Životopis

### Privatni život
Michael Biehn rođen je u Annistonu, Alabama kao dijete oca Dona Biehna, odvjetnika, i majke Marcie Connell. Ima dvoje braće Stevena i Jonathona, te sestru Brooks Ann. Odrastao je u Lincolnu, Nebraska. S 14 godina seli s obitelji u Lake Havasu, Arizona, gdje polazi u srednju školu, a kasnije dobiva stipendiju za dramske umjetnosti na sveučilištu Arizona. Napušta školovanje nakon dvije godine i odlazi u Hollywood.
Ženio se dva puta. Prvi put za Carlene Olsen (1980. – 1987.), a zatim za Ginu Marsh (1988. - danas). Otac je četvoro djece: Devona i Taylor iz prvog braka, te Caelan Michaela i Alexandera iz drugog braka.

### Karijera
Prvu zapaženu filmsku ulogu imao je u filmu The Fan iz 1981. kao Douglas Breen. Zatim je uslijedila uloga Kylea Reesea u svjetskom hitu Terminator Jamesa Camerona koja ga je i proslavila. Biehn je prihvaćao uloge u visokobudžetnim projektima poput Aliens ili Bezdana, ali i one u manje poznatim filmovima B-produkcije.
Glumio je i u TV serijama poput CBS-ove The Magnificent Seven (1998. – 2000.), Adventure, Inc. (2002. – 2003.) Tribune Entertainmenta, te NBC-eve Hawaii (2004). Sve tri serije ukinute su zbog loše gledanosti.
Biehn je igrao i ulogu zapovjednika Michaela McNeala u videoigri Command & Conquer: Tiberian Sun.
Slika Michaela Biehna iz filma Terminator poslužila je kao inspiracija za lik Solida Snakea u Konamijevoj igri Metal Gear iz 1987. godine.

## Zanimljivosti
- Često surađuje s Jamesom Cameronom. U sva tri Cameronova filma u kojima je Biehn imao glavnu ulogu njegov lik bude ugrizen za ruku. Likovi koji ga ugrizu su: Sarah Connor u Terminatoru, Newt u Alienu 2: Osmi Putnik, i Bud u Bezdanu.

- Deset puta je glumio vojnika, od toga 3 puta člana "Mornaričkih tuljana" (Navy SEAL).

- Odbio je glavnu ulogu Michaela McManusa u kultnom filmu Privedite osumnjičene zbog obaveza oko projekta Williama Friedkina, filma Jade.

- James Cameron razmatrao je Biehna za ulogu modela T-1000 u Terminator 2: Sudnji dan, što bi zapravo bila zamjena uloga Arnolda Schwarzeneggera i Michaela Biehna u odnosu na original. No, ideja je odbačena jer je Cameron shvatio da bi to bilo previše zbunjujuće za publiku.

- Glumi u 5 filmova s Billom Paxtonom: The Lords of Discipline (1983.), Terminator (1984.), Alien 2: Osmi Putnik (1986.), Mornarički tuljani (1990.), Tombstone  (1994.).

- Kao najveće razočaranje karijere Biehn navodi nepozivanje na repriziranje uloge Vodnika Dwaynea Hicksa u trećem nastavku serijala Alien.

- Likovi koje Michael Biehn tumači vrlo često umiru (gotovo uvijek nasilnom smrću) tijekom filma. Naime, Biehnovi likovi poginu u oko 45% filmova koje je snimio.

## Filmografija

### Filmovi
| Godina | Naslov                                                    | Uloga                                              |
| ------ | --------------------------------------------------------- | -------------------------------------------------- |
| 1977.  | James at 15                                               | Tony                                               |
| 1978.  | Coach                                                     | Jack Ripley                                        |
| 1978.  | Briljantin                                                | Mike                                               |
| 1978.  | Zuma Beach                                                | J.D.                                               |
| 1978.  | A Fire in the Sky                                         | Tom Rearden                                        |
| 1979.  | Steeletown                                                | Gibby Anderson                                     |
| 1979.  | The Paradise Connection                                   | Larry                                              |
| 1980.  | Hog Wild                                                  | Tim Warner                                         |
| 1981.  | The Fan                                                   | Douglas Breen                                      |
| 1983.  | The Lords of Discipline                                   | John Alexander                                     |
| 1983.  | China Rose                                                | Daniel Allen                                       |
| 1984.  | Le Martyre de Saint Sébastien                             | Sébastian                                          |
| 1984.  | Terminator                                                | Kyle Reese                                         |
| 1985.  | Die Nacht aus Blei                                        | Eselein                                            |
| 1985.  | Deadly Intentions                                         | Dr. Charles Raynor                                 |
| 1986.  | Aliens                                                    | Vodnik Dwayne Hicks                                |
| 1988.  | The Seventh Sign                                          | Russell Quinn                                      |
| 1988.  | In a Shallow Grave\|                                      | Garnet Montrose                                    |
| 1988.  | Rampage                                                   | Anthony Fraser                                     |
| 1989.  | Bezdan                                                    | Poručnik Hiram Coffey                              |
| 1990.  | Mornarički tuljani                                        | Poručnik James Curran                              |
| 1991.  | Timebomb                                                  | Eddie Kaye                                         |
| 1991.  | Terminator 2: Sudnji Dan                                  | Kyle Reese (izbrisane scene)                       |
| 1992.  | K2                                                        | Taylor Brooks                                      |
| 1992.  | A Taste for Killing                                       | Bo Landry                                          |
| 1993.  | Deadfall                                                  | Joe Dolan                                          |
| 1993.  | Strapped                                                  | Matthew McRae                                      |
| 1993.  | Tombstone                                                 | Johnny Ringo                                       |
| 1994.  | Deep Red                                                  | Joe Keyes                                          |
| 1995.  | In the Kingdom of the Blind, the Man with One Eye Is King | Jackie Ryan                                        |
| 1995.  | Jade                                                      | Bob Hargrove                                       |
| 1996.  | Mojave Moon                                               | Boyd                                               |
| 1996.  | T2 3-D: Battle Across Time                                | Kyle Reese                                         |
| 1996.  | Conundrum                                                 | Detektiv Stash Horak                               |
| 1996.  | Crash                                                     | Casey Woods                                        |
| 1996.  | Hrid                                                      | Zapovjednik Anderson                               |
| 1997.  | Asteroid                                                  | FEMA direktor Jack Wallach                         |
| 1997.  | Dead Men Can't Dance                                      | Robert Hart                                        |
| 1997.  | The Ride                                                  | Smokey Banks                                       |
| 1998.  | Silver Wolf                                               | Roy McLean                                         |
| 1998.  | Susan's Plan                                              | Bill                                               |
| 1998.  | American Dragons                                          | Detektiv Tony Luca                                 |
| 2000.  | Chain of Command                                          | Craig Thornton                                     |
| 2000.  | Cherry Falls                                              | Šerif Brent Marken                                 |
| 2000.  | Sam protiv svih                                           | Robert Bly                                         |
| 2001.  | Megiddo: The Omega Code 2                                 | David Alexander                                    |
| 2002.  | Clockstoppers                                             | Henry Gates                                        |
| 2002.  | Borderline                                                | Detektiv Macy Kobacek                              |
| 2004.  | The Legend of Butch & Sundance                            | Mike Cassidy                                       |
| 2005.  | Havoc                                                     | Stuart Lang                                        |
| 2005.  | Maang lung                                                | Petros Angelo                                      |
| 2006.  | The Insatiable                                            | Strickland                                         |
| 2006.  | You Are Here                                              | Tony Russo                                         |
| 2007.  | Grindhouse                                                | Šerif Hague (Planet Terror) / Šerif (Thanksgiving) |
| 2007.  | Psych: 9                                                  | Detektiv Marling                                   |

### Serije
| Godina        | Naslov                       | Uloga                              |
| ------------- | ---------------------------- | ---------------------------------- |
| 1977.         | Loganov bijeg                | Sandman                            |
| 1978.         | The Runaways                 | Mark Johnson                       |
| 1979.         | Family                       | Jake                               |
| 1979.         | ABC Afterschool Specials     | Seth                               |
| 1984.         | Hill Street Blues            | Redarstvenik Randall Buttman       |
| 1995.         | Aventures dans le Grand Nord | Blake                              |
| 1998. – 2000. | The Magnificent Seven        | Chris Larabee                      |
| 2002. – 2003. | Adventure, Inc.              | Judson Cross                       |
| 2004.         | Hawaii                       | Sean Harrison                      |
| 2006.         | Law & Order: Criminal Intent | Zamjenik narednika Leland Dockerty |

## Vanjske poveznice
- Michael Biehn u internetskoj bazi filmova IMDb-u (engl.)
- Phoenix - Michael Biehn Archive
- Biehn Waiting For You  Arhivirana inačica izvorne stranice od 25. kolovoza 2009. (Wayback Machine)
- Michael Biehn DVD & film information site  Arhivirana inačica izvorne stranice od 20. srpnja 2011. (Wayback Machine)
- Word About Biehn: Reviews of the Work of Michael Biehn  Arhivirana inačica izvorne stranice od 16. veljače 2009. (Wayback Machine)